# Afrânio
Afrânio is een gemeente in de Braziliaanse deelstaat Pernambuco. De gemeente telt 17.445 inwoners (schatting 2009).